# 梁头镇
梁头镇，是中华人民共和国天津市静海区下辖的一个乡镇级行政单位。

## 行政区划
梁头镇下辖以下地区：
东贾口村、西贾口村、谷庄子村、辛庄子村、罗塘村、孟庄子村、北张庄村、小李庄村、梁头村、孙庄子村、东河头村、于家村、东柳木村、西柳木村、南柳木村、肖民庄村、前邓村和后邓村。